# Nadir Rüstəmli
Nadir Rüstəmli (* 8. Juli 1999 in Salyan) ist ein aserbaidschanischer Sänger. Er vertrat Aserbaidschan beim Eurovision Song Contest 2022 in Turin.

## Leben und Karriere
Nadir Rüstəmli wuchs in Salyan in Aserbaidschan auf, wo er bereits in seiner Kindheit die Gulu Asgarov Musikschule besuchte. 2021 schloss er ein Studium an der Aserbaidschanischen Universität für Tourismus und Management ab.
2017 nahm er erstmals an einem Musikwettbewerb teil, zudem vertrat er 2019 Aserbaidschan beim internationalen Studentenmusikwettbewerb Youthvision, wo er den zweiten Platz unter den 21 Teilnehmern belegte.
2021 nahm er an der zweiten Staffel von The Voice Azerbaijan teil, wo er im Team von Eldar Gasimov war. Im Finale sang er ein Cover des ESC-Gewinnerlieds 2011, Running Scared, und konnte den Wettbewerb mit 42,6 % der Zuschauerstimmen für sich gewinnen.
Am 16. Februar 2022 gab İctimai Television bekannt, dass Nadir Rüstəmli Aserbaidschan beim Eurovision Song Contest 2022 in Turin vertreten solle. Dort trat er im zweiten Halbfinale am 12. Mai mit dem Song Fade to Black an und konnte sich für das Finale qualifizieren, wo er den 16. Platz erreichte.

## Diskografie
Singles
- 2021: Mashup
- 2022: Fade to Black